# Племенита душа дечје наде
Хумано друштво Племенита душа дечје наде основано је у Београду 27. маја 1928. године, са циљем да облачи сиромашну децу из свих београдских и земунских основних школа. Први председник друштва био је артиљеријски капетан I класе Душан Јанковић, после њега Мирослав Лазаревић и то у периоду од 17. марта 1929. до 23. марта 1930. године. Након њега председник је до 15. фебруара 1931. био адвокат Драгољуб Ђорђевић, након њега кафеџија Риста Зукић, потом трговац Тома Карамић и тако даље. По председницима се види да су друштво  основали људи из различитих друштвених слојева и занимања. Друштво је у почетку као своју славу славило Светог Саву, а касније славу Очеве.
Друштво се финансирало и своје идеје спроводило захваљујући чланаринама редовних чланова, које су износиле 60 динара годишње, затим од пријатеља и добротвора друштва, као и добровољних прилога и средстава прикупљеним на различитим догађајима. Краљ Александар I Карађорђевић је сваке године слао прилог у новцу. Друштво је више пута апеловало преко штампе на добре и племените људе, да својим прилозима помогну рад друштва, без обзира где су живели, јер се и друштво није ограничило да помаже само деци у једној одређеној општини, већ свуда где је то било потребно. Због својих хуманих циљева друштво је више пута било јавно похваљено.
Седиште овог друштва налазило се у Балканској улици број 48 у ресторану кафане Лазаревац. Канцеларије друштва биле су отворене преко целог дана и свако се могао уписати као редовни члан и тако помоћи раду друштва. 
Остало је записано једно писмо у коме сиромашни дечак пише свом имућном другу, и моли га да подсети своје родитеље на њега и другу сиромашну децу, која не могу да иду у школу када је хладно, јер немају адекватну одећу и обућу. Друштво се веома трудило да сиромашну децу обезбеди за нормално похађање наставе, јер је то био први корак ка бољем животу и срећнијој будућности. 